# زينب الشهارية
زينب الشهارية شاعرة، وأديبة يمنية متصوفة  من بيت الإمامة ولدت في مدينة شهارة وتوفيت فيها في  1  - 1114 هـ -   6 -  1702 م .

## نسبها
هي زينب بنت محمد بن احمد بن الإمام الناصر الحسن بن علي بن داوود والدتها هي أسماء بنت المؤيد محمد بن القاسم

## زواجها
تزوجها الأمير على بن المتوكل إسماعيل وطلقها بعد فترة ثم تزوجها بعده علي بن أحمد بن الامام القاسم صاحب صعدة، فلم تمكث عنده طويلاً، حيث طلقها فتزوجها طالب ابن الإمام المهدي ولكنها لم تحبه فنفصلت عنه 

## نبذه
درست علوم النحو، والمنطق، والأصول، وعلم النجوم، والفلك (الرمل)، والسيمياء -علم الروحانيات- وبرعت في الأدب، حتى صارت من شعراء عصرها.

## مؤلفاتها
1. رسالة أدبية ( إلى زوجها الأمير علي بن الإمام المتوكل إسماعيل) .
2. ستة عشر قصيدة ومقطوعة شعرية ( جمعت مع رسالتها وترجمة موسعة لحياتها في كتاب «زينب بنت محمد الشهارية» للأستاذ/ عبد السلام الوجيه.

## مقتطفات من قصائدها
| اصخ لي أيها الملك الهمام |

| زينب الشهارية | اصخ لي أيها الملك ** الهمام عليك صلاة ربك والسلام إليك ركائب الآمال أمت ** تيقن أن مطلبها امام أتيتك شاكياً من ريب دهر ** به عز المعين فلا يرام به عيل الوفاء فلا وفلاء ** به فقد الذمام فلا ذمام ولا الآباء والابناء فيه ** ولا الاخوان بينهم التآم وفدت على كريم اريحي ** سخي ليس يعروه السآم يجود بصافنات الخيل تزهو ** بعسجدها إذا شح اللآم يجود بيعملات العيس تنؤ ** باثقال يجاذبها الزمام بكم لا شك تنتظم المعالي ** كسلك الدر يجمعه النظام وأنت أبا الحسين أجل قدراً ** من الاكفا وإن جحدوا ولاموا علوت عليهم كرما وفضلا ** وما استوت المناسم والسنام تلذ لك المروأة وهى توذي ** ومن يعشق يلذ له الغرام لقد حسنت بك الأيام حتى ** كأنك في فم الدهر ابتسام | زينب الشهارية |